# New Milton
New Milton ist eine Market Town (Marktflecken oder Minderstadt) und größerer civil parish mit etwa 25.700 Einwohnern im Bezirk New Forest in der Grafschaft Hampshire im Süden Englands am Ärmelkanal.
Zum Ort gehören die Weiler Ashley, Bashley, Barton-on-Sea und Wootton.

## Lage
New Milton liegt etwa 170 Kilometer (Fahrtstrecke) südwestlich von London am südwestlichen Rand des ehemaligen königlichen Jagdreviers und heutigen New-Forest-Nationalparks. Sie befindet sich etwa zwölf Kilometer östlich von Bournemouth. Durch die Gemeinde führt die A337 road über Lymington nach Southampton. Ein Haltepunkt an der Bahnlinie South Western Main Line von London nach Weymouth befindet sich in der Innenstadt.

## Geschichte
Im Domesday Book von 1085/1086 wird der Ort als Mildeltune erwähnt. Erdwerke aus der Zeit ab dem 9. Jahrhundert zeigen eine Siedlung mit zahlreichen Handwerkern.

## Sehenswürdigkeiten

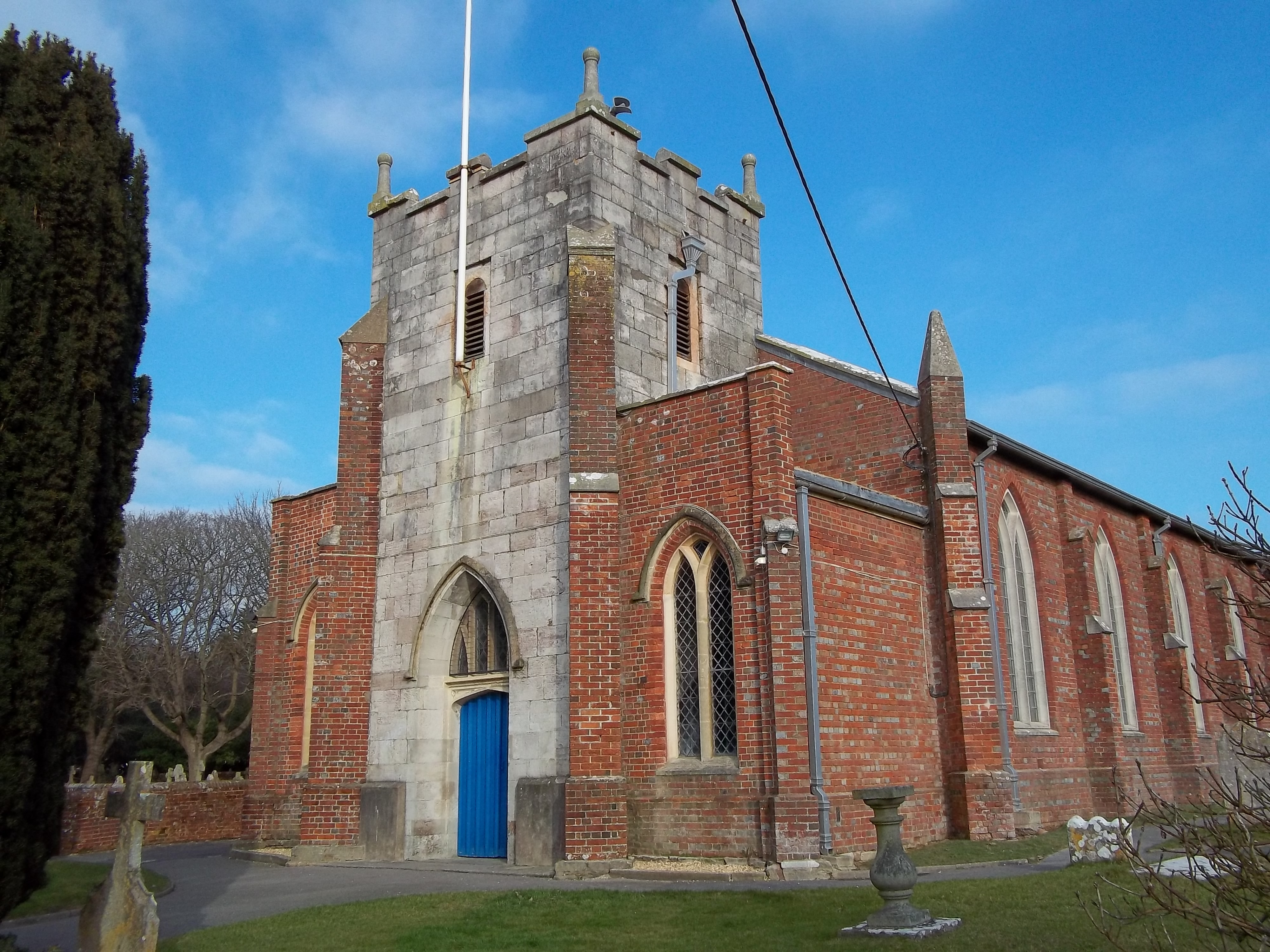
Magdalenenkirche
- Sammy Miller Motorcycle Museum

- Magdalenenkirche

## Persönlichkeiten
- Robert van ’t Hoff (1887–1979), Architekt (De Stijl)
- Winifred M. Deans (1901–1990), Übersetzerin
- Samuel Hamilton Miller (* 1933), Motorradrennfahrer, Museumsbetreiber
- Jamie Redknapp (* 1973), Fußballspieler (Mittelfeld)

## Städtepartnerschaft
Mit der französischen Gemeinde Canteleu im Département Seine-Maritime (Normandie) besteht eine Partnerschaft.

## Trivia
- Jeden Mittwoch findet ein Wochenmarkt statt.[1]
- Nach der Ortschaft Barton-on-Sea wurde das Teilerdzeitalter Bartonium benannt (41,3 bis 38 Millionen Jahre vor heute).